# Жердерест
Жердере́ст (фр. Gerderest) — коммуна во Франции, находится в регионе Аквитания. Департамент — Атлантические Пиренеи. Входит в состав кантона Тер-де-Люи и Кото-дю-Вик-Бий. Округ коммуны — По.
Код INSEE коммуны — 64239.

## География

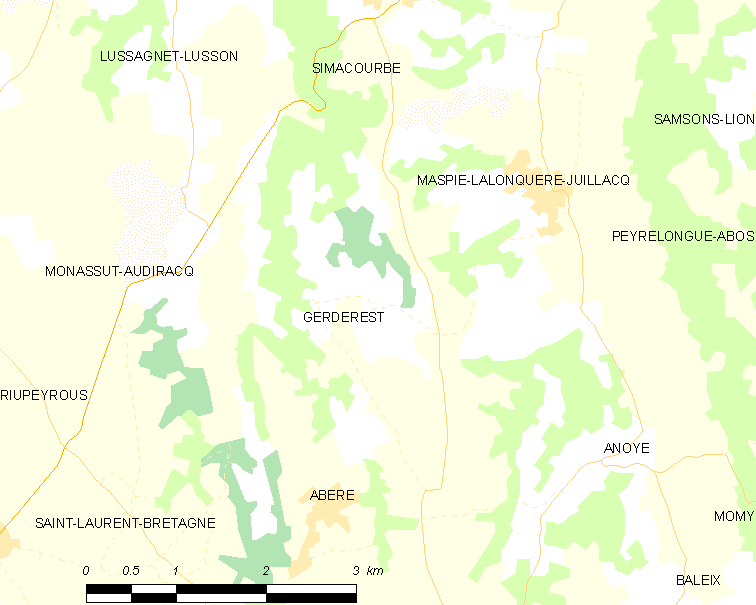
Карта коммуны

Коммуна расположена приблизительно в 640 км к югу от Парижа, в 165 км южнее Бордо, в 20 км к северо-востоку от По.

### Климат
Климат тёплый океанический. Зима мягкая, средняя температура января — от +5°С до +13°С, температуры ниже −10 °C бывают редко. Снег выпадает около 15 дней в году с ноября по апрель. Максимальная температура летом порядка 20-30 °C, выше 35 °C бывает очень редко. Количество осадков высокое, порядка 1100 мм в год. Характерна безветренная погода, сильные ветры очень редки.

## Население
Население коммуны на 2010 год составляло 126 человек.
| 1962 | 1968 | 1975 | 1982 | 1990 | 1999 | 2010 |
| ---- | ---- | ---- | ---- | ---- | ---- | ---- |
| 120  | 104  | 103  | 106  | 124  | 108  | 126  |

## Администрация
| Период | Период | Фамилия              | Партия | Примечания |
| ------ | ------ | -------------------- | ------ | ---------- |
| 1995   | 2001   | Мари-Кристин Монсегю |        |            |
| 2001   | 2008   | Люсьен Монда         |        |            |
| 2008   | 2014   | Даниэль Тайёр        |        |            |
| 2014   | 2020   | Элизабет Буано       |        |            |

## Экономика
В 2010 году среди 75 человек трудоспособного возраста (15-64 лет) 64 были экономически активными, 11 — неактивными (показатель активности — 85,3 %, в 1999 году было 80,4 %). Из 64 активных жителей работали 59 человек (36 мужчин и 23 женщины), безработных было 5 (2 мужчин и 3 женщины). Среди 11 неактивных 3 человека были учениками или студентами, 4 — пенсионерами, 4 были неактивными по другим причинам.

## Достопримечательности
- Церковь Св. Мартина (XVI век)[4]